# Cycas darshii
Cycas darshii — вид саговників, ендемік Андаманських островів.